# Krisztián Lovassy
Krisztián Lovassy (Budapest, 23 de junio de 1988) es un deportista húngaro que compite en ciclismo en las modalidades de ruta y pista. Ganó una medalla de plata en el Campeonato Europeo de Ciclismo en Pista de 2017, en la carrera de scratch.

## Medallero internacional
| Campeonato Europeo | Campeonato Europeo | Campeonato Europeo | Campeonato Europeo |
| Año                | Lugar              | Medalla            | Competición        |
| ------------------ | ------------------ | ------------------ | ------------------ |
| 2017               | Berlín (Alemania)  | Medalla de plata   | Scratch            |

## Palmarés
2009
- 1 etapa del Gran Premio Ciclista de Gemenc

2011
- Bania Luka-Belgrado
- 1 etapa del Tour de Rumania
- 2.º en el Campeonato de Hungría en Ruta

2012
- 3.º en el Campeonato de Hungría en Ruta
- Central European Tour Miskolc G. P.

2013
- Campeonato de Hungría en Ruta
- Central European Tour Budapest G. P.

2014
- 2.º en el Campeonato de Hungría Contrarreloj
- 3.º en el Campeonato de Hungría en Ruta

2015
- Campeonato de Hungría Contrarreloj

2016
- 2.º en el Campeonato de Hungría en Ruta

2017
- Campeonato de Hungría en Ruta

2019
- 1 etapa del Tour de Hungría

## Equipos
- Betonexpressz 2000 (2009-2010)
  - Betonexperssz 2000-Limonta (2009)
  - Tecnofilm-Betonexpressz 2000 (2010)
- Ora Hotels-Carrera (2011)
- Tusnad Cycling Team (2012)
- Utensilnord-Ora24.eu (2013)
- Team Fixit.no (2014)
- Team Differdange-Losch (2015-2017)
- Kobanya Cycling Team (2018)